# Patras (Zollsoftware)
Patras (PAIP Tracking Server) ist ein weitgehend geheim arbeitendes, in der Bundesrepublik Deutschland betriebenes, elektronisches Ortungssystem, mit dem der Zollfahndungsdienst sowohl Menschen, Fahrzeuge als auch Waren ortet und verfolgt. Neben dem Zoll haben auch die Bundespolizei, die Landeskriminalämter und das BKA Zugriff auf das System. Die Verwendung durch andere, geheimdienstliche Behörden ist nicht bekannt, aber wahrscheinlich.

## Hack
Der Öffentlichkeit wurde das System durch Meldungen eines Hackerangriffes der No-Name-Crew am 7. Juli 2011 bekannt. Die No-Name-Crew wollte mit dem Angriff auf die fortschreitende Überwachung und Überwachungsmechanismen aufmerksam machen.
Ein weiteres Mal kam das System in die Schlagzeilen, nachdem ein hoher Beamter der Bundespolizei seine Tochter hat überwachen lassen. Deren Freund bemerkte dies aber, verschaffte sich Zugriff auf den Rechner des Vaters und konnte mit den dort vorgefundenen Daten in das Patras-System eindringen.

## Technik
Bei Patras handelt es sich um ein Geodaten-Programm, das jederzeit den Standort von zu observierenden Personen und Sachen anzeigen kann. Das System zeigt diesen auf einer elektronischen Landkarte (GIS) an.
Welche Geräte genau zum Einsatz kommen, lässt sich nur auf Basis der von der No-Name-Crew ausgespähten und veröffentlichten Dokumente vermuten. Veröffentlichte Powerpoint-Präsentationen und Handbücher beschreiben, wie Überwachungstechnik installiert und gepflegt werden kann. Die beschriebenen Geräte werden demnach an Fahrzeugen angebracht, ermitteln über GPS-Signale die Position und übermitteln diese per Mobilfunk.

## Abkürzungen
1. ↑  PAIP steht für Police Applications Intercommunication Protocol